# Ulrich Lind
Ulrich Lind (n. 4 noiembrie 1942, Heilbronn, Germania) este un trăgător de tir ce a reprezentat Germania, medaliat olimpic. A participat la 3 ediții ale Jocurilor Olimpice (1976, 1984, 1988) în care a câștigat o medalie de argint.